# 道の駅ゆうひパーク浜田
道の駅ゆうひパーク浜田（みちのえき ゆうひパークはまだ）は、島根県浜田市原井町にある国道9号浜田道路の道の駅である。
山陰自動車道のサービスエリアを兼ねる。

## 概要
施設は上下線共通で、下り線は本線をアンダークロスして上り線側へ行く構造となっている。並行する一般道路からでも施設のみ利用可能（本線への進入は不可）。
第三セクターであるゆうひパーク浜田株式会社が管理を行っているが、1996年度以降売り上げが減少しており、2011年度より赤字が続いていることから、浜田市は施設を買い取る方針を示している。

## 沿革
- 1993年（平成5年）11月24日 - 道の駅に登録される。
- 2015年（平成27年）1月30日 - 「女性活躍の場、夕陽と日本海が眺望できる絶景を活かし、地域交流の拠点再整備」を理由として、重点「道の駅」に選定される[2]。
- 2023年（令和5年）4月 - 施設の所有者が浜田市となる[1]。

## 施設
- 駐車場：128台
  - 普通車：107台
  - 大型車：21台
  - 身障者用：4台
- トイレ
  - 男：大 7器（和式 3器・洋式 4器）・小 15器
  - 女：15器（和式 6器・洋式 9器）
  - 小児用：大 2器・小 2器
  - 身障者用：3器
- 公衆電話：1台
- 公衆FAX
- レストラン
  - 会津屋八右衛門（11:00 - 21:00）
  - 麺処ゆうひ（7:00 - 19:00）
  - オリゾンテ（11：30 - 15:00、17:00 - 21:00）
  - モスバーガー（7:00 - 21:00）
- 売店（ショッピング）
  - 特産品海産品ショップ（9:00 - 19:00）
- 休憩所（8:00 - 21:00）
- 公園
- 情報コーナー
  - 情報端末（9:00 - 21:00）
- 公衆無線LAN
- ベビーベッド

## 休館日
- 年中無休

## アクセス
- 国道9号 - 道の駅の登録路線
- E9 山陰自動車道（浜田道路）

## 隣
E9 山陰自動車道
竹迫IC - 道の駅ゆうひパーク浜田 - 原井IC